# Liste der Bodendenkmäler in Ellingen
Auf dieser Seite sind die Bodendenkmäler in der mittelfränkischen Stadt Ellingen zusammengestellt. Diese Tabelle ist eine Teilliste der Liste der Bodendenkmäler in Bayern. Grundlage ist die Bayerische Denkmalliste, die auf Basis des Bayerischen Denkmalschutzgesetzes vom 1. Oktober 1973 erstmals erstellt wurde und seither durch das Bayerische Landesamt für Denkmalpflege geführt wird. Die folgenden Angaben ersetzen nicht die rechtsverbindliche Auskunft der Denkmalschutzbehörde.

## Bodendenkmäler in Ellingen
| Lage                    | Objekt | Akten-Nr.     | Bild            |
| ----------------------- | --- | ------------- | --------------- |
| Ellingen (Standort)     | Kastell und Vicus der römischen Kaiserzeit. | D-5-6931-0093 | weitere Bilder  |
| Ellingen (Standort)     | Teilstrecke des römischen Limes. | D-5-6931-0094 |                 |
| Ellingen (Standort)     | Grabhügel mit Bestattungen vorgeschichtlicher Zeitstellung. | D-5-6931-0095 |                 |
| Ellingen (Standort)     | Grabhügel mit Bestattungen vorgeschichtlicher Zeitstellung. | D-5-6931-0096 |                 |
| Ellingen (Standort)     | Siedlung des Neolithikums. | D-5-6931-0097 |                 |
| Ellingen (Standort)     | Vorgeschichtliche Siedlung. | D-5-6931-0098 |                 |
| Ellingen (Standort)     | Wachtposten WP 14/23 des raetischen Limes. | D-5-6931-0099 |                 |
| Ellingen (Standort)     | Grabenwerk vor- und frühgeschichtlicher Zeitstellung. | D-5-6931-0101 |                 |
| Ellingen (Standort)     | Grabhügel mit Bestattungen der Hallstattzeit. | D-5-6931-0103 |                 |
| Ellingen (Standort)     | Straße der römischen Kaiserzeit. | D-5-6931-0104 |                 |
| Ellingen (Standort)     | Siedlung der späten Bronze- und Urnenfelderzeit. | D-5-6931-0105 |                 |
| Ellingen (Standort)     | Siedlung und Straße der römischen Kaiserzeit. | D-5-6931-0106 |                 |
| Ellingen (Standort)     | Grabhügel mit Bestattungen der Hallstattzeit. | D-5-6931-0107 |                 |
| Ellingen (Standort)     | Grabhügel mit Bestattungen vorgeschichtlicher Zeitstellung. | D-5-6931-0108 |                 |
| Ellingen (Standort)     | Grabhügel mit Bestattungen der Hallstattzeit. | D-5-6931-0110 |                 |
| Ellingen (Standort)     | Siedlung der Linearbandkeramik. | D-5-6931-0111 |                 |
| Ellingen (Standort)     | Siedlung des Neolithikums. | D-5-6931-0112 |                 |
| Ellingen (Standort)     | Siedlung des Neolithikums. | D-5-6931-0117 |                 |
| Ellingen (Standort)     | Siedlung der Linearbandkeramik. | D-5-6931-0121 |                 |
| Ellingen (Standort)     | Körpergräber vor- und frühgeschichtlicher Zeitstellung. | D-5-6931-0122 |                 |
| Theilenhofen (Standort) | Siedlung des Neolithikums sowie der Hallstatt-, der späten Latène- und der römischen Kaiserzeit.                                                                                      | D-5-6931-0164 |                 |
| Ellingen (Standort)     | Wachtposten WP 14/22 des raetischen Limes. | D-5-6931-0246 |                 |
| Ellingen (Standort)     | Siedlung vorgeschichtlicher Zeitstellung. | D-5-6931-0300 |                 |
| Pleinfeld (Standort)    | Wachtposten WP 14/24 des raetischen Limes. | D-5-6931-0303 |                 |
| Ellingen (Standort)     | Wachtposten WP 14/27 des raetischen Limes. | D-5-6931-0304 |                 |
| Ellingen (Standort)     | Wachtposten WP 14/28 des raetischen Limes. | D-5-6931-0305 |                 |
| Ellingen (Standort)     | Siedlung vor- und frühgeschichtlicher Zeitstellung. | D-5-6931-0306 |                 |
| Ellingen (Standort)     | Siedlung des Neolithikums, der Latènezeit und der römischen Kaiserzeit. | D-5-6931-0310 |                 |
| Ellingen (Standort)     | Siedlung vor- und frühgeschichtlicher Zeitstellung. | D-5-6931-0327 |                 |
| Ellingen (Standort)     | Untertägige hoch- und spätmittelalterliche sowie frühneuzeitliche Teile von Spital, Wasserburg und Schloss im Bereich des ehem. Deutschordensschlosses in Ellingen mit Gartenanlagen. | D-5-6931-0441 | (D-5-6931-0441) |
| Ellingen (Standort)     | Untertägige mittelalterliche und frühneuzeitliche Bestandteile im Bereich der Schloßkirche Mariäe Himmelfahrt in Ellingen.                                                            | D-5-6931-0442 | weitere Bilder  |
| Ellingen (Standort)     | Untertägige mittelalterliche und frühneuzeitliche Befunde im Bereich der Maximilianskirche in Ellingen und ihres Vorgängerbaus.                                                       | D-5-6931-0443 | weitere Bilder  |
| Ellingen (Standort)     | Mittelalterliche und frühneuzeitliche Befunde im Bereich der Kath. Stadtpfarrkirche St. Georg in Ellingen und ihrer Vorgängerbauten.                                                  | D-5-6931-0444 | weitere Bilder  |
| Ellingen (Standort)     | Frühneuzeitliche Befunde im Bereich der Mariahilfkapelle in Ellingen. | D-5-6931-0445 | weitere Bilder  |
| Ellingen (Standort)     | Untertägige frühzeitliche Befunde im Bereich des Elisabethspitals und der Spitalkirche in Ellingen.                                                                                   | D-5-6931-0446 |                 |
| Ellingen (Standort)     | Untertägige Bestandteile der frühneuzeitlichen Stadtbefestigung von Ellingen. | D-5-6931-0447 |                 |
| Ellingen (Standort)     | Mittelalterliche und frühneuzeitliche Befunde im Bereich der Altstadt von Ellingen.                                                                                                   | D-5-6931-0448 |                 |
| Ellingen (Standort)     | Mittelalterliche und frühneuzeitliche Befunde im Bereich der Evang.-Luth. Filialkirche St. Oswald und ihrer Vorgängerbauten südlich von Hörlbach.                                     | D-5-6931-0460 |                 |
| Ellingen (Standort)     | Siedlung der Linearbandkeramik. | D-5-6931-0461 |                 |
| Ellingen (Standort)     | Untertägige Teile der mittelalterlichen Burg sowie der frühneuzeitlichen Vorgängerbauten des Deutschordens-Vogteischlosses in Stopfenheim.                                            | D-5-6931-0462 |                 |
| Ellingen (Standort)     | Mittelalterliche und frühneuzeitliche Befunde im Bereich der Kath. Pfarrkirche St. Augustin in Stopfenheim und ihrer Vorgängerbauten mit Friedhof.                                    | D-5-6931-0463 |                 |